# Londoner Übereinkommen
Das Londoner Übereinkommen (ausführliche Bezeichnung: Übereinkommen über die Anwendung des Artikels 65 EPÜ, auch als Londoner Protokoll oder Londoner Abkommen bezeichnet) ist ein Zusatzabkommen zum Europäischen Patentübereinkommen (EPÜ) und regelt die Einreichung von Übersetzungen von Europäischen Patenten in den einzelnen Mitgliedstaaten.

## Geschichte
Art. 65 EPÜ erlaubt es den Vertragsstaaten des Europäischen Patentübereinkommens, bei einer Validierung des Patents in ihrem Land eine Übersetzung der gesamten Patentschrift, also der Beschreibung, der Ansprüche und eventueller Zeichnungsbeschriftungen zu verlangen. Da die dadurch entstehenden Kosten für den Anmelder sehr hoch sind, wurde in den 1990er Jahren nach kostengünstigeren Lösungen gesucht. Diese Bemühungen führten zum Abschluss eines Übereinkommens über die Anwendung des Artikels 65 EPÜ auf einer Regierungskonferenz in London am 17. Oktober 2000, weswegen dieses Übereinkommen kurz als „Londoner Übereinkommen“ bezeichnet wird. Unterzeichnet wurde das Übereinkommen von 10 Vertragsstaaten des EPÜ, allen anderen steht jedoch jederzeit der Beitritt offen.
In Kraft treten sollte das Übereinkommen am ersten Tag des vierten Monats nach Hinterlegung der letzten Ratifikations- oder Beitrittsurkunde von acht Vertragsstaaten des EPÜ einschließlich der drei Staaten, in denen 1999 die meisten europäischen Patente wirksam wurden, d. h. Deutschland, Großbritannien und Frankreich. Deutschland hinterlegte die Ratifikationsurkunde am 19. Februar 2004, Großbritannien am 15. August 2005. Nachdem die Niederlande als achtes Land ihre Ratifikationsurkunde am 5. Oktober 2006 hinterlegt hatte, stand nur noch die Ratifizierung durch Frankreich aus. Frankreich hinterlegte die Ratifikationsurkunde am 29. Januar 2008 und war das dreizehnte Land, das den Vertrag ratifiziert hatte oder ihm beigetreten war.
Somit trat das Londoner Übereinkommen am 1. Mai 2008 in Kraft. Es betrifft alle europäischen Patente, für die der Hinweis auf die Erteilung am oder nach dem 1. Mai 2008 veröffentlicht wird. Maßgebend ist also nicht das Datum des Erteilungsbeschlusses, sondern das Datum der Veröffentlichung des Hinweises auf die Patenterteilung.

### Vertragsstaaten
Bis zum Inkrafttreten am 1. Mai 2008 hatten alle 10 Unterzeichnerstaaten das Londoner Übereinkommen ratifiziert, als letztes Schweden am 29. April 2008. 4 weitere Vertragsstaaten des EPÜ waren ihm bis dahin beigetreten. Somit trat das Übereinkommen ursprünglich lediglich für 14 der damals 34 EPÜ-Vertragsstaaten in Kraft. Seither sind weitere Länder dem Übereinkommen beigetreten, so dass es derzeit (Februar 2020) für 22 der mittlerweile 38 EPÜ-Vertragsstaaten gilt.
Es fehlen also noch zahlreiche Vertragsstaaten des EPÜ, darunter die wirtschaftlich wichtigen Länder Italien, Spanien und Polen. Von den Staaten, die eine der drei Amtssprachen des Europäischen Patentamts als Amtssprache haben, fehlt nur noch Österreich. Die noch fehlenden Staaten können weiterhin Übersetzungen von europäischen Patentschriften in ihre jeweilige Amtssprache verlangen. Auch wenn der Beitritt allen Vertragsstaaten des EPÜ jederzeit offensteht, haben bereits einige Länder, z. B. Spanien, erklärt, dass das für sie nicht in Frage kommt.
| Staat                  | EPA-Sprache als Amtssprache | Unterzeichnung am | Ratifizierungsurkunde hinterlegt am | Beitrittsurkunde hinterlegt am | Übereinkommen in Kraft ab |
| ---------------------- | --------------------------- | ----------------- | ----------------------------------- | ------------------------------ | ------------------------- |
| Albanien               | nein                        |                   |                                     | 31. Mai 2013                   | 1. Sep. 2013              |
| Belgien                | ja                          |                   |                                     | 2. Mai 2019                    | 1. Sep. 2019              |
| Dänemark               | nein                        | 17. Okt. 2000     | 18. Jan. 2008                       |                                | 1. Mai 2008               |
| Deutschland            | ja                          | 17. Okt. 2000     | 19. Feb. 2004                       |                                | 1. Mai 2008               |
| Finnland               | nein                        |                   |                                     | 25. Juli 2011                  | 1. Nov. 2011              |
| Frankreich             | ja                          | 29. Juni 2001     | 29. Jan. 2008                       |                                | 1. Mai 2008               |
| Irland                 | ja                          |                   |                                     | 25. Nov. 2013                  | 1. März 2014              |
| Island                 | nein                        |                   |                                     | 31. Aug. 2004                  | 1. Mai 2008               |
| Kroatien               | nein                        |                   |                                     | 31. Okt. 2007                  | 1. Mai 2008               |
| Lettland               | nein                        |                   |                                     | 5. Apr. 2005                   | 1. Mai 2008               |
| Litauen                | nein                        |                   |                                     | 22. Jan. 2009                  | 1. Mai 2009               |
| Liechtenstein          | ja                          | 17. Okt. 2000     | 23. Nov. 2006                       |                                | 1. Mai 2008               |
| Luxemburg              | ja                          | 20. März 2001     | 18. Sep. 2007                       |                                | 1. Mai 2008               |
| Mazedonien             | nein                        |                   |                                     | 20. Okt. 2011                  | 1. Feb. 2012              |
| Monaco                 | ja                          | 17. Okt. 2000     | 12. Nov. 2003                       |                                | 1. Mai 2008               |
| Niederlande            | nein                        | 17. Okt. 2000     | 5. Okt. 2006                        |                                | 1. Mai 2008               |
| Norwegen               | nein                        |                   |                                     | 26. Sep. 2014                  | 1. Jan. 2015              |
| Schweden               | nein                        | 17. Okt. 2000     | 29. Apr. 2008                       |                                | 1. Mai 2008               |
| Schweiz                | ja                          | 17. Okt. 2000     | 12. Juni 2006                       |                                | 1. Mai 2008               |
| Slowenien              | nein                        |                   |                                     | 18. Sep. 2002                  | 1. Mai 2008               |
| Ungarn                 | nein                        |                   |                                     | 28. Sep. 2010                  | 1. Jan. 2011              |
| Vereinigtes Königreich | ja                          | 17. Okt. 2000     | 15. Aug. 2005                       |                                | 1. Mai 2008               |

### Umsetzung in Deutschland
Die Bundesrepublik Deutschland hatte am 19. Februar 2004 ihre Ratifizierungsurkunde zum Londoner Übereinkommen hinterlegt. Bereits am 10. Dezember 2003 hatte der Bundestag ein Gesetz zur Änderung des Gesetzes über internationale Patentübereinkommen (BGBl. I S. 2470) beschlossen, mit dem das Londoner Übereinkommen in deutsches Recht umgesetzt werden sollte.
Durch einen Fehler in diesem Gesetz kam es beim Inkrafttreten des Übereinkommens zunächst zu Problemen. In diesem Gesetz war nämlich als Zeitpunkt des Inkrafttretens der erste Tag des vierten Monats nach Inkrafttreten des Londoner Übereinkommens festgelegt und nicht, wie es in dem Übereinkommen vorgesehen ist, der erste Tag des vierten Monats nach der Ratifizierung durch die in dem Übereinkommen vorgesehenen Staaten. Somit entfiel das Erfordernis der Übersetzung der Beschreibung für Deutschland zunächst nur für Europäische Patente, für die der Hinweis auf die Erteilung an oder nach dem 1. September 2008 (d. h. vier Monate nach dem 1. Mai 2008) veröffentlicht würde.
Das Bundesministerium der Justiz erarbeitete daraufhin eine Gesetzesvorlage, durch die das Erfordernis der Übersetzung rückwirkend ab 1. Mai entfallen sollte. Diese wurde im Rahmen des Gesetzes zur Verbesserung der Durchsetzung von Rechten des geistigen Eigentums am 7. Juli 2008 beschlossen (BGBl. I S. 1191). In diesem Gesetz wurden auch das Patentgesetz, das Gebrauchsmustergesetz, das Geschmacksmustergesetz, das Markengesetz, das Urheberrechtsgesetz und andere Gesetze zum Schutz des geistigen Eigentums geändert. In Artikel 8a wird das Gesetz über internationale Patentübereinkommen an die Bestimmungen des Londoner Übereinkommen angepasst, und in Artikel 8b werden daraus folgende Änderungen erlassen, u. a. das Gesetz zur Änderung des Gesetzes über internationale Patentübereinkommen vom 10. Dezember 2003 aufgehoben. Artikel 8a und 8b, die das Londoner Übereinkommen betreffen, traten rückwirkend zum 1. Mai 2008 in Kraft, die übrigen Teile des Gesetzes zum 1. September 2008.
Aufgrund des schwebenden Zustands bis zum 11. Juli 2008 mussten daher in Deutschland auch nach Inkrafttreten des Londoner Übereinkommens am 1. Mai 2008 noch Übersetzungen der gesamten Anmeldung eingereicht werden.

## Inhalt
In dem Londoner Übereinkommen verzichten die Unterzeichnerstaaten auf Rechte, Übersetzungen zu verlangen, die ihnen nach dem Europäischen Patentübereinkommen eigentlich zukommen würden. Dabei wird unterschieden zwischen Staaten, die eine der Amtssprachen des Europäischen Patentamts (Deutsch, Englisch oder Französisch) als Amtssprache haben, und Staaten, bei denen dies nicht der Fall ist.

### Staaten mit Deutsch, Englisch oder Französisch als Amtssprache
Die Vertragsstaaten des Londoner Übereinkommens, die eine der Amtssprachen des Europäischen Patentamts (Deutsch, Englisch oder Französisch) als Amtssprache haben, verzichten auf die Einreichung einer Übersetzung von europäischen Patenten. Künftig ist es daher in diesen Ländern nicht mehr erforderlich, eine vollständige Übersetzung einer europäischen Patentschrift in die jeweilige Landessprache einzureichen. Die Ansprüche eines Europäischen Patents sind weiter in alle drei Amtssprachen zu übersetzen.
| Amtssprache | Länder                                            |
| ----------- | ------------------------------------------------- |
| Deutsch     | Deutschland – Liechtenstein – Luxemburg – Schweiz |
| Englisch    | Großbritannien – Irland                           |
| Französisch | Frankreich – Luxemburg – Monaco – Schweiz         |

### Staaten ohne Amtssprache Deutsch, Englisch oder Französisch
Die Vertragsstaaten des Londoner Übereinkommens mit einer anderen Amtssprache als Deutsch, Englisch oder Französisch können dagegen nur noch eingeschränkt Übersetzungen von europäischen Patenten verlangen. Zum einen können diese Länder eine Übersetzung der Patentansprüche – nicht dagegen der vollständigen Patentschrift – in ihre Amtssprache verlangen. Zum anderen können diese Länder verlangen, dass die vollständige Patentschrift wahlweise auf Deutsch, Englisch oder Französisch eingereicht werden muss. Einige Länder akzeptieren alle drei Sprachen, andere haben Englisch vorgeschrieben. Ausschließlich Deutsch oder Französisch verlangt bisher keiner der Vertragsstaaten. Einige Länder akzeptieren alternativ auch eine Übersetzung in ihre Amtssprache.
| Land        | Sprache für Ansprüche | Sprache für die Patentschrift      |
| ----------- | --------------------- | ---------------------------------- |
| Albanien    | –                     | –                                  |
| Dänemark    | Dänisch               | Englisch oder Dänisch              |
| Finnland    | Finnisch              | Englisch oder Finnisch             |
| Island      | Isländisch            | Englisch oder Isländisch           |
| Kroatien    | Kroatisch             | Englisch                           |
| Lettland    | Lettisch              | Deutsch, Englisch oder Französisch |
| Litauen     | Litauisch             | Deutsch, Englisch oder Französisch |
| Mazedonien  | Mazedonisch           | Deutsch, Englisch oder Französisch |
| Niederlande | Niederländisch        | Englisch oder Niederländisch       |
| Norwegen    | Norwegisch            | Englisch oder Norwegisch           |
| Schweden    | Schwedisch            | Englisch oder Schwedisch           |
| Slowenien   | Slowenisch            | Deutsch, Englisch oder Französisch |
| Ungarn      | Ungarisch             | Englisch oder Ungarisch            |

### Beispiele
1. Jedes erteilte Europäische Patent kann ohne Übersetzungen validiert werden in den Ländern
  - Deutschland, Frankreich, Großbritannien, Irland, Liechtenstein, Luxemburg, Monaco, Schweiz, da diese Staaten eine der Amtssprachen des Europäischen Patentamts als Amtssprache haben und die Ansprüche daher schon in die jeweilige Sprache übersetzt sind.
2. Jedes erteilte Europäische Patent kann ohne Übersetzung der Beschreibung, lediglich mit Übersetzung der Ansprüche validiert werden in den Ländern
  - Lettland, Litauen, Mazedonien, Slowenien, da diese Staaten keine bestimmte Sprache vorgeschrieben haben.
3. Für ein in deutscher Sprache erteiltes Europäisches Patent sind zusätzlich auch in folgenden Ländern keine Übersetzungen erforderlich:
  - Österreich, obwohl es nicht dem Londoner Übereinkommen angehört, da dort Deutsch Amtssprache ist.
4. Für ein in englischer Sprache erteiltes Europäisches Patent sind zusätzlich auch in folgenden Ländern keine Übersetzungen erforderlich:
  - Dänemark, Island, Finnland Kroatien, Niederlande, Norwegen, Schweden, Ungarn, da diese Staaten Englisch vorgeschrieben haben

## Auswirkungen
Die Auswirkungen des Londoner Übereinkommen sind ambivalent:
- Einerseits werden für den Anmelder die Übersetzungskosten gesenkt. Es wird erwartet, dass dies ein positiver Anreiz ist, mehr Europäische Patentanmeldungen einzureichen und erteilte Europäische Patente in mehr Ländern zu validieren.
- Andererseits sind Gewerbetreibende nun gezwungen, fremdsprachige Patente zu beachten. Wenn sie der betreffenden Sprache nicht mächtig sind, müssen sie die relevanten Patente übersetzen lassen.